# پریتن (تگزاس)
پریتن، تگزاس(به انگلیسی: Perryton, Texas) شهری در ایالت تگزاس از ایالات جنوبی ایالات متحده آمریکا است. در سرشماری سال ۲۰۰۰، جمعیت این شهر ۷۷۷۴ نفر اعلام شد.